# Kaze Fujii

Kazu Fujii (2024)

Kaze Fujii (japanisch 藤井風 Fujii Kaze; * 14. Juni 1997 in Satoshō, Präfektur Okayama) ist ein japanischer Musiker. Er ist der erste Japaner, der für die Auszeichnung Artist on the Rise bei YouTube nominiert wurde.

## Leben
Kaze Fujii wurde in Satoshō in der Präfektur Okayama als jüngstes von vier Kindern geboren. Bereits im Alter von drei Jahren fing er an, Klavier zu üben. Am 5. Januar 2008 registrierte er sich bei YouTube, wo er 2010, im Alter von zwölf Jahren, erste Videos hochlud, in denen er auf dem Klavier seines Elternhauses spielte.
2019 zog er nach Tōkyō.
Im November 2019 fand eine Liveshow mit ihm im Line Cube Shibuya (ehemals Shibuya C. C. Lemon Hall) statt, die ausverkauft war, obwohl er bis dato noch keine eigenen Musikstücke veröffentlicht hatte. Sein erstes Lied 何なんw (nan nan w, etwa: „Was’n? lach“) veröffentlichte er am 24. Januar 2020 beim privaten Label Hehn Records.
Am 20. Mai 2020 erschien sein erstes Album Help Ever Hurt Never. Dieses Album stand auf dem ersten Platz in der Kategorie Hot Albums von Billboard Japan.
Im August 2021 erreichte er eine Million Abonnenten auf seinem YouTube-Kanal.
Im September 2021 veranstaltete er im NISSAN-Stadion eine Aufführung mit dem Titel „Fujii Kaze Free Live 2021“, die coronabedingt ohne Publikum stattfinden musste und stattdessen per Livestream auf YouTube übertragen wurde und in der Spitze 179.457 gleichzeitige Aufrufe erreichte. Auf Twitter wurde sie zur weltweiten Nummer 1 unter den Trending Topics.
Im Oktober und November führte er eine japanweite Tour durch, wobei er fünf Städte besuchte und elf Arenashows veranstaltete. Die letzte Aufführung wurde über einen kostenpflichtigen Streaming-Dienst weltweit online gestreamt und erhielt großen Beifall der Kritiker.
Am 31. Dezember nahm er zum ersten Mal an dem Kōhaku Uta Gassen, dem jährlichen Silvester-Musikprogramm Japans, teil.

## Diskografie

### Studioalben
| Jahr | Titel                | Höchstplatzierung, Gesamtwochen, AuszeichnungChartsChartplatzierungen (Jahr, Titel, Platzierungen, Wochen, Auszeichnungen, Anmerkungen) | Anmerkungen                                    |
| Jahr | Titel                | JP | Anmerkungen                                    |
| ---- | -------------------- | --- | ---------------------------------------------- |
| 2020 | Help Ever Hurt Never | JP2 Platin · (245 Wo.)JP | Erstveröffentlichung: 20. Mai 2020             |
| 2021 | Help Ever Hurt Cover | JP4 (128 Wo.)JP | Erstveröffentlichung: 20. Mai 2021 Coveralbum  |
| 2022 | Love All Serve All   | JP1 Platin · (149 Wo.)JP | Erstveröffentlichung: 23. März 2022            |
| 2022 | Love All Cover All   | — | Erstveröffentlichung: 23. März 2022 Coveralbum |

### Livealben
| Jahr | Titel                                  | Höchstplatzierung, Gesamtwochen, AuszeichnungChartsChartplatzierungen (Jahr, Titel, Platzierungen, Wochen, Auszeichnungen, Anmerkungen) | Anmerkungen                            |
| Jahr | Titel                                  | JP | Anmerkungen                            |
| ---- | -------------------------------------- | --- | -------------------------------------- |
| 2024 | Fujii Kaze Stadium Live “Feelin' Good” | JP7 (5 Wo.)JP | Erstveröffentlichung: 8. November 2024 |

### Kompilationen
- 2024: Best of Fujii Kaze 2020–2024

### EPs
- 2020: Nan-Nan (何なんw)
- 2020: Mo-Eh-Wa (もうええわ)
- 2020: Hedemo Ne-Yo (へでもねーよ)
- 2020: Seishun Sick (青春病)
- 2022: Kirari Remixes (Asia Edition)

### Lieder
- 2019: Nan-Nan (何なんw) (JP: Platin (Streaming))
- 2019: Mo-Eh-Wa (もうええわ) (JP: Gold (Streaming))
- 2020: Yasashisa (優しさ) (JP: Platin (Streaming))
- 2020: Go home (帰ろう) (JP: Platin (Streaming))
- 2020: Shinunoga E-Wa (死ぬのがいいわ) (JP: Platin (Streaming), US: Gold)
- 2020: Sayonara Baby (さよならべいべ) (JP: Gold (Streaming))
- 2020: Seishun Sick (青春病) (JP: Gold (Streaming))
- 2020: Tsumi No Kaori (罪の香り) (JP: Gold (Streaming))
- 2021: Tabiji (旅路) (JP: Platin (Streaming))
- 2021: Kirari (きらり) (JP: Platin (Digital), JP: Diamant (Streaming))
- 2021: Ignite (燃えよ) (JP: Gold (Streaming))
- 2022: Garden (ガーデン) (JP: Platin (Streaming))
- 2022: Matsuri (まつり) (JP: Platin (Streaming))
- 2022: Damn (JP: Platin (Streaming))
- 2022: Grace (JP: Gold (Streaming))
- 2023: Hana (花) (JP: Platin (Streaming))
- 2024: Filling up (満ちてゆく) (JP: Platin (Streaming))

## Auszeichnungen für Musikverkäufe
| Goldene Schallplatte - Polen - 2024: für die Single Shinunoga E-Wa | 3× Platin-Schallplatte - Brasilien - 2024: für die Single Shinunoga E-Wa |

Anmerkung: Auszeichnungen in Ländern aus den Charttabellen bzw. Chartboxen sind in ebendiesen zu finden.
| Land/RegionAuszeichnungen für Musikverkäufe (Land/Region, Auszeichnungen, Verkäufe, Quellen) | Gold     | Platin       | Diamant  | Verkäufe | Quellen             |
| -------------------------------------------------------------------------------------------- | -------- | ------------ | -------- | -------- | ------------------- |
| Brasilien (PMB)                                                                              | —        | 3× Platin3   | —        | 120.000  | pro-musicabr.org.br |
| Japan (RIAJ)                                                                                 | 6× Gold6 | 13× Platin13 | Diamant1 | 750.000  | riaj.or.jp JP2 JP3  |
| Polen (ZPAV)                                                                                 | Gold1    | —            | —        | 25.000   | olis.pl             |
| Vereinigte Staaten (RIAA)                                                                    | Gold1    | —            | —        | 500.000  | riaa.com            |
| Insgesamt                                                                                    | 8× Gold8 | 16× Platin16 | Diamant1 |          |                     |

## Auszeichnungen
2020
- 17. Januar 2020: Spotify Early Noise 2020

2022
- Art Encouragement Price for New Artists, Bunka-chō